# Sonic Forces
Sonic Forces (ソニックフォース, Sonikku Fōsu) é um jogo eletrônico de ação-aventura desenvolvido pela Sonic Team e publicado pela Sega. Seu lançamento foi em 7 de Novembro de 2017 no mundo inteiro, e 9 de Novembro de 2017 no Japão. Lançado para Nintendo Switch, Microsoft Windows, PlayStation 4 e Xbox One. Foi anunciado inicialmente como Project Sonic 2017, em julho de 2016.
O jogo tinha a intenção de ter um tom mais sombrio em comparação com as entradas anteriores da franquia, e o sistema de criação de personagens foi inspirado na arte de fãs da Sonic que os desenvolvedores haviam encontrado ao longo dos anos.

## Jogabilidade
Como em Sonic Generations, o jogo contem duas versões de Sonic the Hedgehog: o Sonic Clássico, em que seu design é mais proeminente nos jogos do Sonic da Sega para o Sega Genesis, e o Sonic Moderno, que foi introduzido pela primeira em Sonic Adventure, com características na jogabilidade idealizadas em jogos como Sonic Colors e Sonic Unleashed. O terceiro tipo de jogabilidade consiste no controle de um "Avatar" (animal customizável, como um gato por exemplo). O trailer apresenta duas equipas para assumir grandes robôs de Doutor Eggman que estão destruindo a cidade, em um cenário pós-apocalíptico com o slogan "Junte-se à resistência".

## História

### Premissa
Incomodado com suas derrotas ao passar de duas décadas, o cientista Dr. Eggman, principal inimigo de Sonic, não perde tempo para proceder outra tentativa de dominação global a favor do seu império. Meses após sua derrota nos jogos Sonic Lost World e Sonic Mania, em seu arsenal oculto, andou a procura de um instrumento de destruição cujo invencibilidade fosse o elemento em destaque. No mesmo período, surge um grupo de mercenários conhecido como Jackal Squad (esquadrão dos chacais), tendo como capitão Infinite, ou mercenário supremo.
Descobrindo a alta tecnologia do cientista, este grupo atacou sua instalação, donde então poderiam roubar seus recursos. Uma vez que passaram pelo primeira onda duma horda de robôs defensivos, Eggman conseguira invocar uma réplica virtual de seu exército com a ajuda do rubi Phantom Ruby, cujo massiva destruição abalou-os. O capitão foi o único a passar pela defesa, e numa tentativa de matar Eggman com sua espada, acidentalmente acertou a joia nas mãos dele. Enquanto Infinite teve a visão de que conquistaria o que desejava, um domínio global e industrialização em suas mãos para completar este objetivo, Eggman notou o potencial da natureza do chacal. Oferecido de se tornar o líder do exército de Eggman, o Infinite alegremente aceitou a proposta, após tal visão, mesmo com os protestos de seu bando.
Pouco tempo depois, Shadow the Hedgehog toma conhecimento do poder bélico sendo preparado e aniquila todo o esquadrão, que estava na guarda de uma base no meio de uma selva. Indo destruir a base, Shadow confronta o último integrante, Infinite pessoalmente pela primeira vez, quem foi alertado por Eggman da incompetência de seus defensores. Indo ser golpeado, Shadow utiliza suas habilidades de teleporte do controle do caos a favor de facilmente derrotar o chacal. Não só ferido, mas humilhado também com o que lhe foi dito por Shadow, chamado de incapaz e inútil, o capitão agora percebeu que estivera tremendo de medo, aterrorizado, berrando quão fraco era. Com um passado perturbador, Infinite larga sua velha identidade, indo a ponto de usar uma máscara sombria cobrindo seu rosto, para tornar-se mais forte. Ele então obteve o protótipo finalizado do Phantom Ruby de Eggman, o qual garantiria poder virtual sem limites. Seguindo um número de experimentos na área mais profunda de sua fortaleza imperial, Eggman conseguiu fundir o mercenário com o protótipo do poderoso rubi em seu torso; o que era necessário para ser capaz o bastante para derrotar Sonic havido sido criado assim como Infinite clamou-se "renascido".

### Campanha
Um mês depois dos acontecimentos do incidente com Shadow, Cubot e Orbot, robôs falantes companheiros de Eggman a anos, vêem quão sério o seu mestre tem sido ultimamente. Uma vez com tudo pronto, Eggman manda um assalto a um centro urbano, uma cidade com vários moradores. As coisas agravam-se para estes que quase não tem mais esperanças. Tails inicia uma chamada de seu melhor amigo Sonic, quem logo aparece para encarar a cena que agora tornou-se apocalíptica. Logo que Sonic faz uma investida a nave do cientista, é bloqueado por quatro réplicas de seus inimigos de jogos anteriores: Metal Sonic, Shadow, Chaos e Zavok. Juntamente com as faces familiares, ele vê um novo aliado, antes de ser nocauteado pelo mesmo, Infinite.
Com Sonic afastado e todos acreditando que ele esteja morto, Eggman e suas forças tomam conta de noventa e nove por cento o mundo em seis meses, havendo restado uma fração de áreas isoladas e militarizadas. Os melhores e alguns outros amigos de Sonic conseguem escapar do domínio global, e formam uma pequena equipe de resistência. Um sobrevivente chamado de rookie ou simplesmente avatar do jogador, junta-se a eles. Knuckles descobre com apoio militar que Sonic é mantido em uma prisão abordo do complexo Death Egg no meio do espaço. Sonic é resgatado com a vinda de rookie, e voltam a Terra numa nave roubada. De volta a cidade, Tails é atacado por Chaos enquanto tenta concertar Omega encontrado em destroços. Chaos tenta emboscá-lo por trás, mas é reprimido por um Sonic de outra dimensão. Sonic clássico tem sua dimensão influenciada pelos avanços do Phantom Ruby e vêm de Sonic Mania para ajudar. Os dois, espiando uma conversa de Eggman com Infinite, descobrem mais sobre a pedra e que o plano de Eggman de eliminar toda a resistência concretizará-se em três dias.

Depois, Sonic encontrará Shadow, quem revela que o Shadow seguidor de Eggman, assim como os outros vilões, são cópias falsas e virtuais. Tails infiltra a rede de computadores de Eggman em sua indústria química, e encontra uma fraqueza: o Phantom Ruby é energizado pelo centro do Death Egg, sem uma fonte de poder, ele é inútil. Enquanto rookie serve de distração, Sonic clássico e moderno são capazes de invadira estação espacial e destruí-la. Acreditando ter um passo a frente, a resistência invade a capital futurística Metropolis de Eggman. Todavia, Eggman tem uma sacada: manteve um backup de energia na cidade que agora produzirá um sol de dimensões massivas. Esta concertação de raios virtuais irá destruir a resistência por colidir-se com o planeta. Pensando rapidamente, rookie desfaz o sol com um protótipo do Phantom Ruby que eles coletaram, salvando todos. Eles adentram a última base, a fortaleza de Eggman, onde Sonic moderno e rookie trabalham em equipe e derrotam por vez Infinite. Eggman revela implementar o poder da rocha nos seus robôs que ele utilizará para combater Sonic e seus amigos diretamente. Sonic, Sonic clássico e rookie juntam-se e vencem Eggman; agora com a pedra neutralizada, todas as réplicas que serviam o cientista desaparecem. Sonic clássico retorna ao passado e por fim, com a resistência desfeita, Sonic e seus amigos decidem reconstruir o mundo quase perdido.

## Desenvolvimento
O jogo foi anunciado no aniversário de 25 anos da série pela Sega na San Diego Comic-Con em 22 de julho de 2016, juntamente com o anúncio de Sonic Mania. O jogo fora desenvolvido por Sonic Team, a mesma equipe que desenvolveu anteriormente Sonic Colors e Sonic Generations, sendo liderado pela veterano da série Sonic, Takashi Iizuka. A presença de ambos Sonic Clássico e Sonic Moderno levaram alguns jornalistas a acreditar que era uma sequela a Sonic Generations, mas Iizuka esclareceu que não era uma sequela, mas sim um título separado. O jogo foi lançado para Microsoft Windows, Nintendo Switch, PlayStation 4, e Xbox One no final de 2017. A trilha sonora do jogo foi composta pelo diretor de aúdio da série, Tomoya Ohtani. Durante a E3 2017, várias Gameplays do jogo nas versões de PS4 e Nintendo Switch foram reveladas, mostrando que no Xbox One e PS4 o FPS será 60, e no Switch será somente 30. Um trailer revelou oficialmente os vilões do jogo, Shadow The Hedgehog, Chaos, Zavok, e Metal Sonic, além de um novo antagonista chamado Infinite.

## Recepção

### Pré-lançamento
O International Business Times elogiou a abordagem da Sega de anunciar e lançar a dupla Sonic Forces e Sonic Mania no mesmo ano, declarando que dar atenção aos novos fãs com Forces enquanto dá atenção aos fãs do jeito old-school com Mania pode ajudar a reparar a má reputação da série com os lançamentos mais recentes, e levar a uma "Renascença do Sonic".

### Pós-lançamento
Sonic Forces recebeu críticas medianas com notas entre cinco e seis. Foi comentado sua falta de ambição, com uma história completa e belos gráficos, não atingiu o que poderia: a jogabilidade e as fases poderiam ser melhores trabalhadas. Foi considerado um desapontamento após o lançamento de Sonic Mania, no mesmo ano.